# Reserva Nacional Pampa Galeras Bárbara d’Achille
Die Reserva Nacional Pampa Galeras Bárbara d’Achille ist ein nationales Schutzgebiet in Südwest-Peru in der Region Ayacucho. Am 18. Mai 1967 wurde die Reserva Nacional Pampa Galeras eingerichtet. Am 6. April 1993 erhielt das Schutzgebiet mittels Decreto Supremo N° 017-93-PCM in Gedenken an die ermordete Ökologin und Journalistin Bárbara d’Achille seinen heutigen Namen. Verwaltet wird es von der staatlichen Naturschutz-Agentur Servicio Nacional de Areas Naturales Protegidas por el Estado (SERNANP). Das Areal besitzt eine Fläche von 65 km². Es wird in der IUCN-Kategorie VI als ein Schutzgebiet geführt, dessen Management der nachhaltigen Nutzung natürlicher Ökosysteme und Lebensräume dient. Es dient der Erhaltung einer wild lebenden Vikunja-Population in dem Gebiet und damit einem Ökosystem bedrohter Pflanzen- und Tierarten.

## Lage
Das Schutzgebiet liegt in der Provinz Lucanas in der peruanischen Westkordillere. Das auf einer Höhe von etwa 4000 m gelegene Gebiet befindet sich etwa 60 km ostnordöstlich der Stadt Nasca. Begrenzt wird das Areal im Norden von der Nationalstraße 30A (Nasca–Puquio). Südwestlich fällt das Gelände bis auf Höhen unter 2000 m ab. Die Flüsse Río Chiquimaran und Río Uchuytambo, beides Nebenflüsse des Río Nazca, sowie der Río Santa Lucia entwässern das Gebiet nach Westen.

## Ökologie
Neben dem Vikunja (Vicugna vicugna) kommen in dem Gebiet auch das Guanako (Lama guanicoe), der Nordandenhirsch (Hippocamelus antisensis), der Andenschakal (Lycalopex culpaeus), die Peruanische Hasenmaus (Lagidium peruanum), das Südopossum (Didelphis marsupialis) und das Langschwanzwiesel (Mustela frenata) vor. Zur Vogelwelt des Gebietes gehört der Andenkondor (Vultur gryphus), der Chileflamingo (Phoenicopterus chilensis), das Pisaccasteißhuhn (Nothoprocta ornata) und das Punasteißhuhn (Tinamotis pentlandii). Zu den Wasservögeln gehören die Spitzschwanzente (Anas georgica) und die Braunkopfente (Anas flavirostris). Im Schutzgebiet gedeihen u. a. Puya raimondii aus der Familie der Bromeliengewächse, die Gattung Polylepis aus der Familie der Rosengewächse und der Sommerflieder (Buddleja).

## Bilder von im Schutzgebiet vorkommenden Tieren

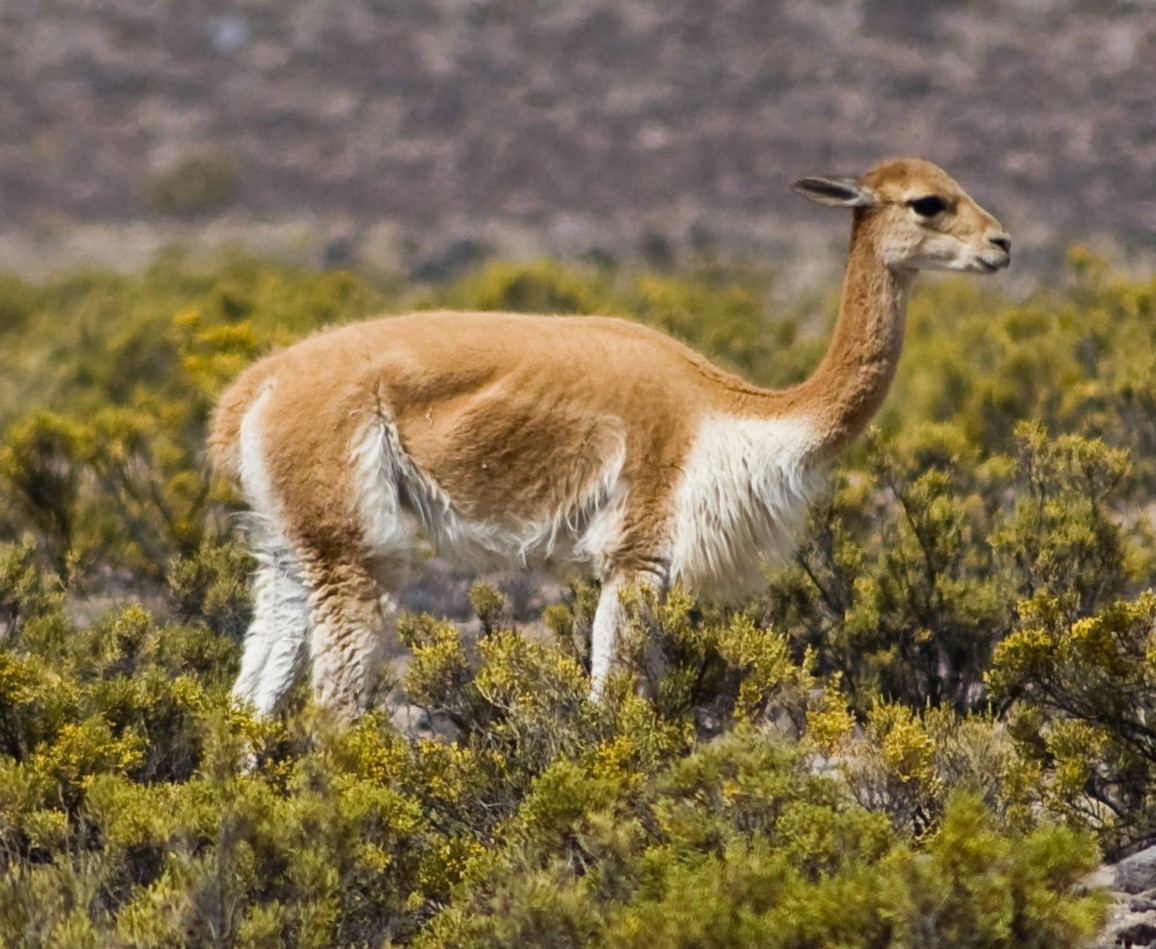
Vikunja
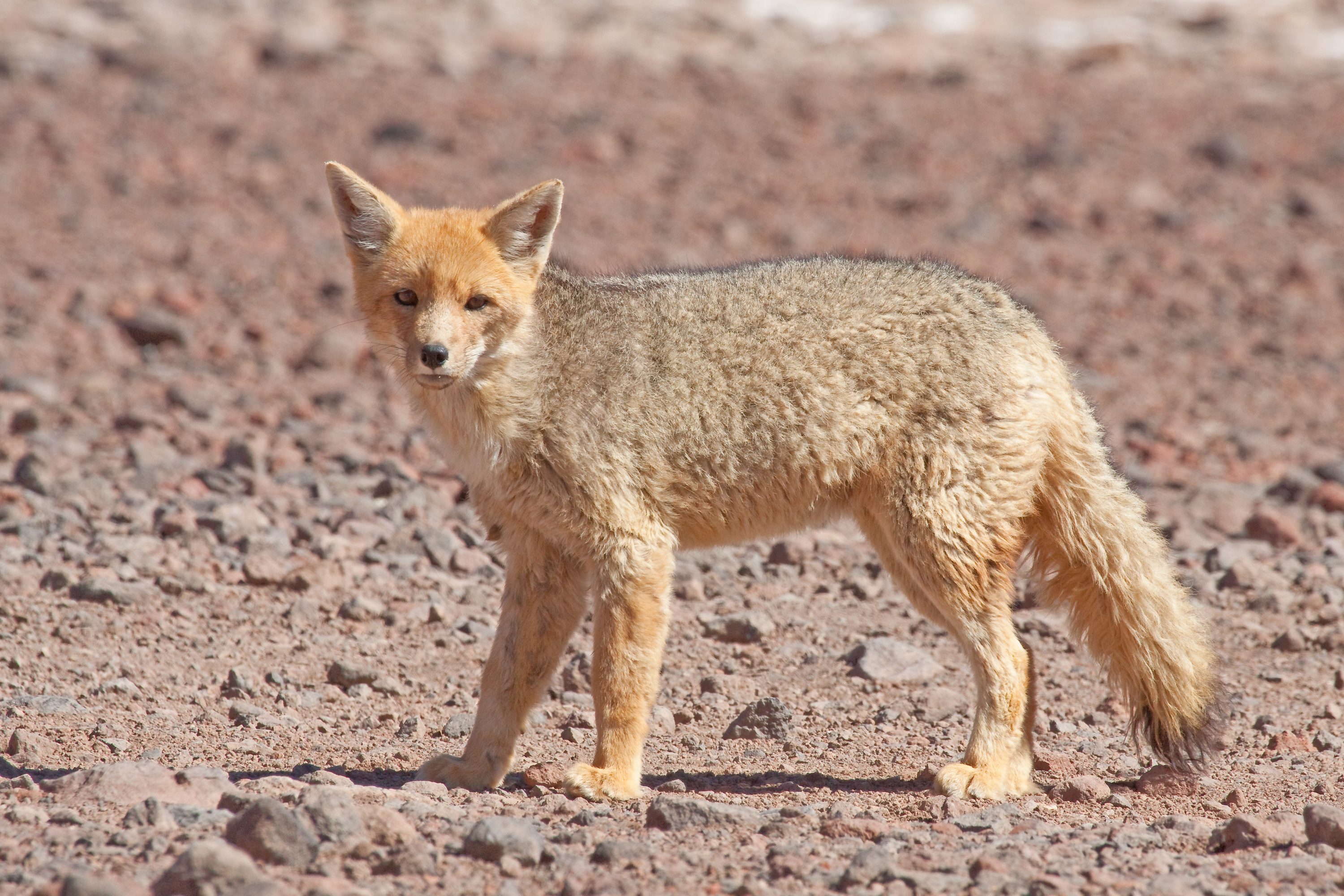
Andenschakal
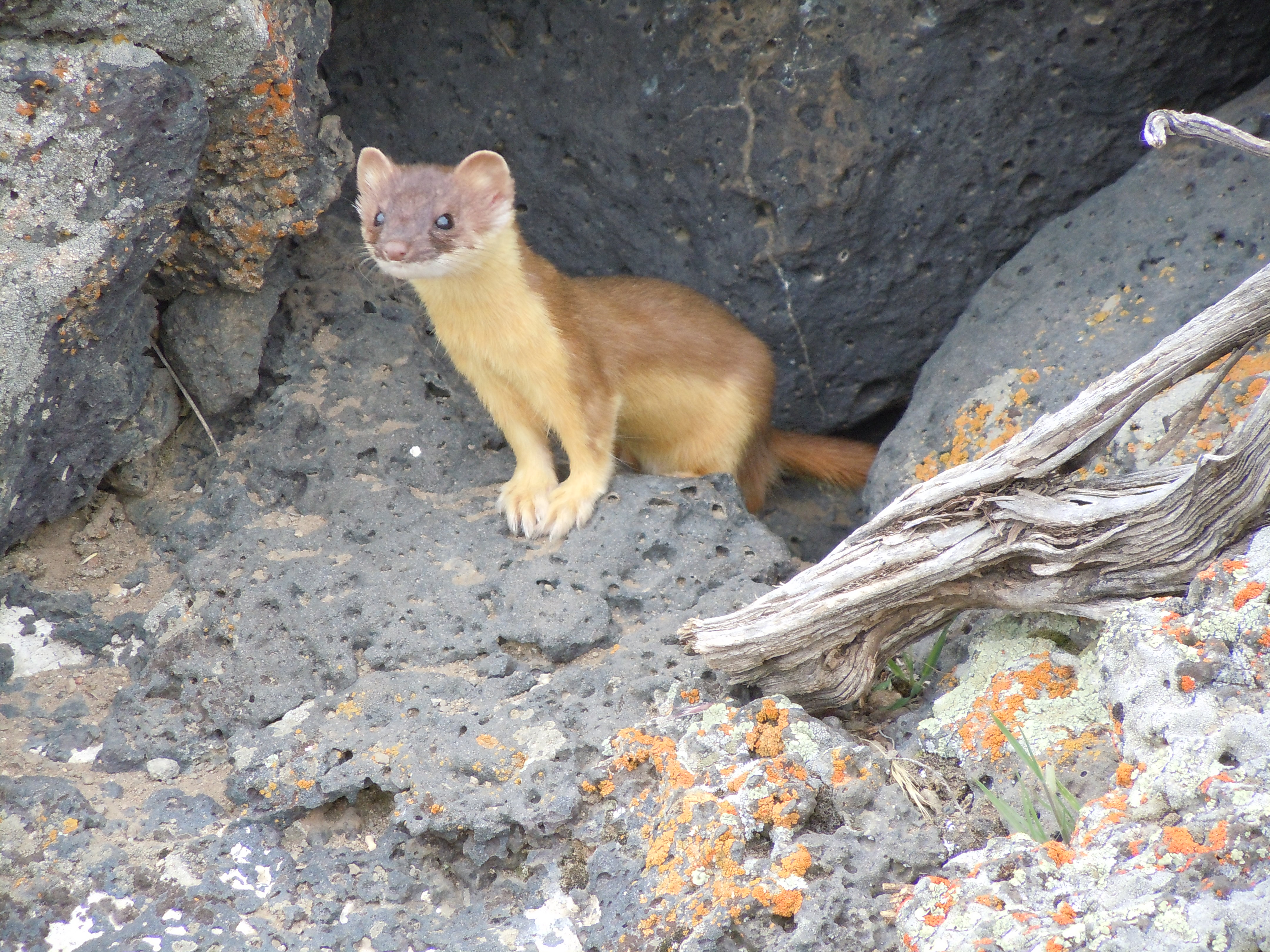
Langschwanzwiesel
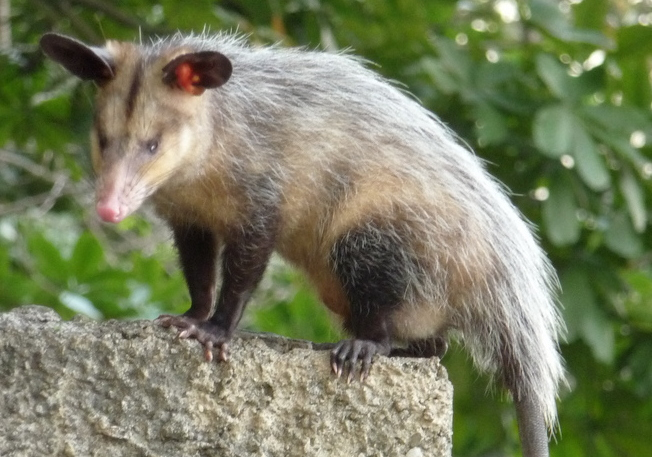
Südopossum
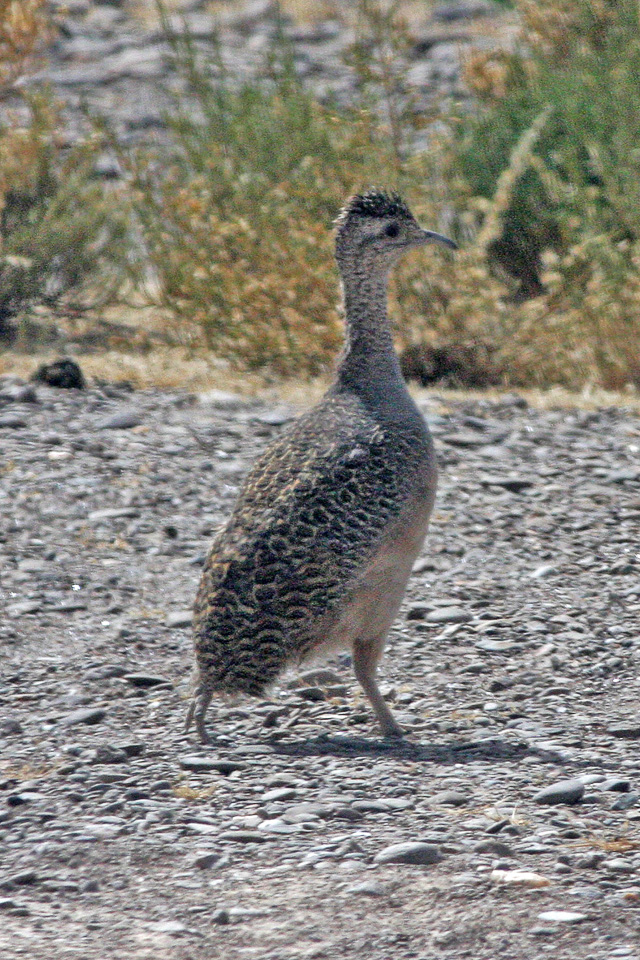
Pisaccasteißhuhn